# (5119) Imbrios
(5119) Imbrios, nom international (5119) Imbrius, est un astéroïde troyen de Jupiter.

## Description
(5119) Imbrios est un astéroïde troyen jovien, camp troyen, c'est-à-dire situé au point de Lagrange L5 du système Soleil-Jupiter. Il présente une orbite caractérisée par un demi-grand axe de 5,199 UA, une excentricité de 0,110 et une inclinaison de 15,9° par rapport à l'écliptique.
Il est nommé en référence à Imbrios, l'époux de Médésicaste, une des filles du roi Priam, lors du conflit légendaire de la guerre de Troie.

## Compléments